# Бриолин 2
«Бриолин 2» (англ. Grease 2) — американский фильм-мюзикл 1982 года, продолжение фильма «Бриолин», снятого по мотивам одноимённого мюзикла, написанного Джимом Джейкобсом и Уорреном Кейси. Режиссёром и хореограф-постановщиком второго фильма стала Патрисия Бёрч, которая работала над хореографией первого фильма и для которой этот фильм стал единственной режиссёрской работой. Продюсерами выступили Аллан Карр и Роберт Стигвуд. Главные роли исполнили Максвелл Колфилд и Мишель Пфайффер.

## Сюжет
Действие картины происходит 2 года спустя после событий первой части в той же Старшей Школе Райдэл. На дворе 1961 год. Начало учебного года (Back To School Again). Группу «Леди в розовом» теперь возглавляет красавица Стефани, которая понимает, что она переросла отношения с лидером местной группы «Ти-Бёрдс», Джонни Ногерелли. Между тем, в школе появляется новый ученик — тихий и застенчивый Майкл Кэррингтон, который сразу же влюбляется в Стефани.
Вечером ребята собираются в боулинг-клубе (Score Tonight), где происходит выяснение отношений между Стефани и Джонни. Девушка решает поцеловать первого, вошедшего в дверь — им оказывается Майкл. Майкл хочет пригласить Стефани на свидание, но та, поскольку он ей не нравится, с горяча, даёт парню понять, что мужчина её мечты — это крутой байкер на мотоцикле, а не какой-то прилежный ботаник в роли Майкла (Cool Rider). Тогда Майкл решает купить себе мотоцикл и соглашается на предложение одного из членов банды «Ти-Бёрдс» Луиса делать за него школьные доклады, за которые Луис ему платит. На вырученные деньги Майкл покупает поддержанный мотоцикл и начинает тренироваться в езде.
После необычного урока биологии (Reproduction), который ведёт мистер Стюарт, банда байкеров «Короли на колёсах» сталкивается с «Ти-Бёрдс». На выручку им приходит таинственный мотоциклист (которым является Майкл), который задаёт жару «Королям», а потом растворяется в ночи (Who’s That Guy?). Стефани очарована незнакомцем. Между тем, Луис решает соблазнить свою девушку Шерон, однако у него ничего не выходит (Let’s Do It for Our Country).
Происходит встреча Стефани и Мотоциклиста и они проводят вместе романтический вечер. Майкл собирается раскрыть правду о себе, но он вынужден вновь исчезнуть, когда неожиданно появляется вся банда. Джонни ревнует и хочет проучить Мотоциклиста. Тогда «Леди в розовом» решают вступиться за Стефани и показать свой характер перед «Ти-Бёрдс» (Prowlin').
Между тем, Стефани постепенно сближается с Майклом, и понимает, что он ей нравится. В то же время ей не дают покоя мысли о Мотоциклисте: с одной стороны это тот самый байкер, о котором она так мечтала, с другой — она ни разу не видела его лица и её тревожит, что за обликом байкера может скрываться совершенно далёкий от него человек. Джонни угрожает избить Майкла, если она не покинет «Леди в розовом» и не перестанет общаться с юношей. Девушка находится в смятенных чувствах и не знает, как поступить. То же происходит и с Майклом (Charades).
Перед конкурсом талантов Стефани встречается с Мотоциклистом, но тут же появляется и Джонни со своей бандой. Начинается погоня, в результате которой происходит несчастный случай — все уверены, что Мотоциклист погиб. Во время выступления на конкурсе (A Girl For All Seasons), к Стефани приходит фантазия, в которой она вновь встречает Мотоциклиста ((Love Will) Turn Back The Hands Of Time). Тем временем, Леди становятся победителями конкурса, а Джонни и Стефани названы королём и королевой вечера.
Выпускной год заканчивается грандиозной вечеринкой в гавайском стиле (Rock-A-Hula Luau), на которой появляются Короли на колёсах и начинают громить всё, что попадается им на пути. На защиту друзей становится Мотоциклист, который не погиб во время несчастного случая, и он открывает своё истинное лицо — впечатлённый таким поворотом событий, Джонии предлагает Майклу присоединиться к его банде, а Стефани вне себя от счастья понимает, что, наконец, может быть с любимым человеком. Все ребята начинают праздновать окончание школы (We’ll Be Together).
Следуют финальные титры, как и в первом фильме, оформленные в виде школьного ежегодника.

## В ролях
- Максвелл Колфилд — Майкл Кэррингтон[1][2]
- Мишель Пфайффер — Стефани Зинон[3]
- Эдриан Змед — Джонни Ногерелли
- Питер Фречетт — Луис Димуччи
- Кристофер Макдональд — Гусь Маккензи
- Лиф Грин — Дэйви Яворски
- Лорна Лафт — Полетт Ребчак
- Морин Тифи — Шерон Купер
- Элисон Прайс — Ронда Риттер
- Памела Сигалл — Долорес Ребчак
- Диди Конн — Френчи
- Эдди Дизин — Юджин Фелсник
- Ив Арден — Директор Макджи[4]
- Сид Сизар — Тренер Кахлон
- Доди Гудмен — Бланш Ходель
- Деннис С. Стюарт — Балмудо
- Дик Паттерсон — Мистер Спирс
- Таб Хантер — Мистер Стюарт
- Конни Стивенс — Мисс Иветт Мейсон
- Мэтт Латанзы — Бред

## Саундтрек
1. «Back to School Again» — Cast, The Four Tops
2. «Score Tonight» — Cast
3. «Brad» — Sorority Girls
4. «Cool Rider» — Stephanie
5. «Reproduction» — Mr. Stuart, Cast
6. «Who’s That Guy?» — Michael, T-Birds, Pink Ladies, Cycle Lords, Cast
7. «Do It for Our Country» — Louis, Sharon
8. «Prowlin'» — Johnny, T-Birds
9. «Charades» — Michael
10. «Girl for All Seasons» — Sharon, Paulette, Rhonda, Stephanie
11. «(Love Will) Turn Back the Hands of Time» — Stephanie, Michael
12. «Rock-a-Hula Luau (Summer Is Coming)» — Cast
13. «We’ll Be Together» — Michael, Stephanie, Johnny, Paulette, Cast

Также звучали:
- «Moon River» — Military Band
- «Our Day Will Come» — Ruby & The Romantics
- «Rebel Walk» — Duane Eddy
- «Alma Mater» — Instrumental

В песне «Do It for Our Country» у Шерон очень мало реплик (большую часть поёт Луис), из-за чего Морин Тифи так и не успела записать свой вокал и поэтому в фильме в этой сцене она поёт не своим голосом, а всю песню в итоге спел Питер Фречетт (при этом, реплики от лица Шерон он спел от лица Луиса, изменив местоимения). Именно во варианте Фречетта песня попала в официальный альбом фильма, вариант-дуэт, звучащий в самом фильме, никогда не издавался.
Единственная вокальная реплика Памелы Сигалл «you bowl me over» (в «Score Tonight») при монтаже была озвучена Лиф Грин — Сигалл, будучи несовершеннолетней, имела ограничения в съёмочных часах, поэтому не могла участвовать в записи.

## Производство
После успеха первой части было задумано снять три продолжения, сделав таким образом тетралогию, и целый телесериал. После того, как «Бриолин 2» показал себя не очень хорошо в отзывах и прокате эти планы были отменены. Для Патрисии Бёрч фильм стал не только режиссёрским дебютом, но и вообще единственной её режиссёрской работой в кино. На самой ранней стадии разработки Оливия Ньютон-Джон и Джон Траволта встретились с руководством студии, чтобы обсудить возвращение их персонажей в сиквеле, но дальше первой встречи дело не зашло. Их появление должно было состояться в качестве камео в финале фильма — Майкл и Стефани уезжали с выпускного на мотоцикле, но у них кончался бензин, и они останавливались на заправке, принадлежащей Дэнни и Сэнди.
В остальном же в фильме планировалось сделать очень много отсылок к первой части. Так на школьном шкафчике Майкла должны были быть инициалы Дэнни и Сэнди, а сам шкафчик при открытии проигрывал мелодию «You’re The One That I Want» из первого фильма.
Мотоцикл Майкла — «Honda 305 Scrambler». Сам киношный мотоцикл пришлось строить с нуля, потому что спустя 20 лет мотоциклов такой модели уже было не найти. Многие его детали пришлось прямо заказывать у «Honda Motor Co».

### Подбор актёров
Почти для всех исполнителей главных ролей этот фильм стал дебютом на большом экране, многие из них до этого снимались лишь на телевидении. Образ Майкла Кэррингтона разрабатывался на основе образа кинозвезды 50-х Джеймса Дина. Максвелл Колфилд, до этого с успехом сыгравший на Бродвее, где ему пророчили блестящую карьеру, выиграл эту роль, обойдя таких актёров, как Шон Кэссиди, Тимоти Хаттон (на тот момент уже являвшийся самым молодым победителем в номинации на «Оскар») и Грег Эвиган, и певцов, как Рик Спрингфилд и Энди Гибб (последний не прошёл скрин-тест). Роль Стефани Зинон предлагали Дебби Харри, но, поскольку ей было уже за тридцать, она отказалась, считая, что не сможет сыграть ученицу старшей школы. Мишель Пфайффер во время кастинга обошла певиц Пат Бенатар и Ким Карнес, и роль Стефани стала её первой главной ролью в кино.
Том Круз пробовался на роль Джонни Ногерелли, но Патрисия Бёрч отклонила его кандидатуру, посчитав слишком низким и юным для этой роли. Кристофер Макдональд, позже утверждённый на роль Гуся Маккензи, тоже пробовался на эту роль. Утверждённый в конечном итоге Эдриан Змед на момент съёмок уже был знаком с оригинальной бродвейской постановкой, где он играл Дэнни Зуко.
Стилягу Бреда, про которого поют сёстры Сорорити, сыграл будущий муж Оливии Ньютон-Джон Мэтт Латанзы, с которой он познакомился во время съёмок фильма «Ксанаду».
Лорна Лафт была последней утверждённой из ведущих актёров.

### Съёмки
Фильм был снят за 58 дней. Съёмки начались в ноябре 1981 года. На момент начала съёмок сценарий ещё не был до конца дописан и Патрисия Бёрч писала его прямо во время съёмок, на ходу переделывая или добавляя сцены. Это привело к тому, что в середине процесса она объявила Диди Кон, что та свободна, из-за чего её персонаж Френчи исчез прямо из середины сюжета без каких-либо объяснений, а при монтаже её роль и вовсе была урезана (были вырезаны сцены, где она учит Майкла ездить на мотоцикле и достаёт ему костюм мотоциклиста). В интервью 2003 года Конн описала съёмочный процесс фильма, как «срочный, безумный и неорганизованный».
В качестве Старшей Школы Райдэл была заснята Старшая Школа Экселсиор в Норуолке, которая была закрыта в тот же год.
Отношения Мишель Пфайффер и Максвелла Колфилда только на экране приобретали любовное взаимодействие, в реальности же они совершенно не ладили друг с другом. Пфайффер в интервью тех лет часто называла Колфилда «самообожающим». В сцене, где Стефани сидит на мотоцикле позади Майкла, а затем прямо на ходу перебирается вперёд него (после того, как Майкл увёз её с заправки), Пфайффер сама выполнила этот трюк, в то время как Майкла изображал каскадёр Гэри Дэвис.

## Критика
Фильм собрал всего $15 млн в прокате. Рейтинг на сайте Rotten Tomatoes составил 38 %, основываясь на обзорах 37 критиков.
Джанет Мэслин из «New York Times» назвала фильм «глупым и пустым», отметив, что «сюжет здесь упрощён ещё даже больше, чем в первой картине. Однако эти дыры не могут прикрыть даже музыкальные номера — настолько безвкусные, что песни о старых временах поются во время игры в боулинг». Наоборот в журнале «Variety» отметили «оригинальность подобного решения» (использования боулинг-клуба и бомбоубежища в качестве декораций для музыкальных номеров), а также оценили «яркий монтаж».
Игра Мишель Пфайффер, однако, была положительно оценена многими критиками. «New York Times» назвал её игру «единственным достижением» фильма, отметив также, что «её угрюмость в кадре лучше вписалась в атмосферу „Бриолина“, чем лучезарность Оливии Ньютон-Джон». «Variety» также отметил, что актрисе невероятно подошёл образ её предшественницы. В 1983 году актриса была номинирована на премию Young Artist Award в категории «Лучшая актриса». Впрочем, Пфайффер спустя годы крайне прохладно отозвалась о съёмках, заявив, что её участие в них было вынужденным, сам съёмочный процесс назвала неуклюжим, а результат — постыдным. В 1985 году в интервью «Los Angeles Times» актриса заявила, что громкая рекламная кампания и провальный прокат фильма в итоге научили её не строить заранее никаких надежд и ожиданий.
Между тем, картина наоборот навредила карьере Максвелла Колфилда. В одном из интервью актёр сказал: «До выхода „Бриолина 2“ меня называли новым Ричардом Гиром и Джоном Траволтой. После — все забыли обо мне. Будто на меня вылили стакан ледяной воды. Понадобилось 10 лет, чтобы восстановить мою карьеру».
Джим Джейкобс, автор оригинального мюзикла, остался недоволен сиквелом.